# Malvice

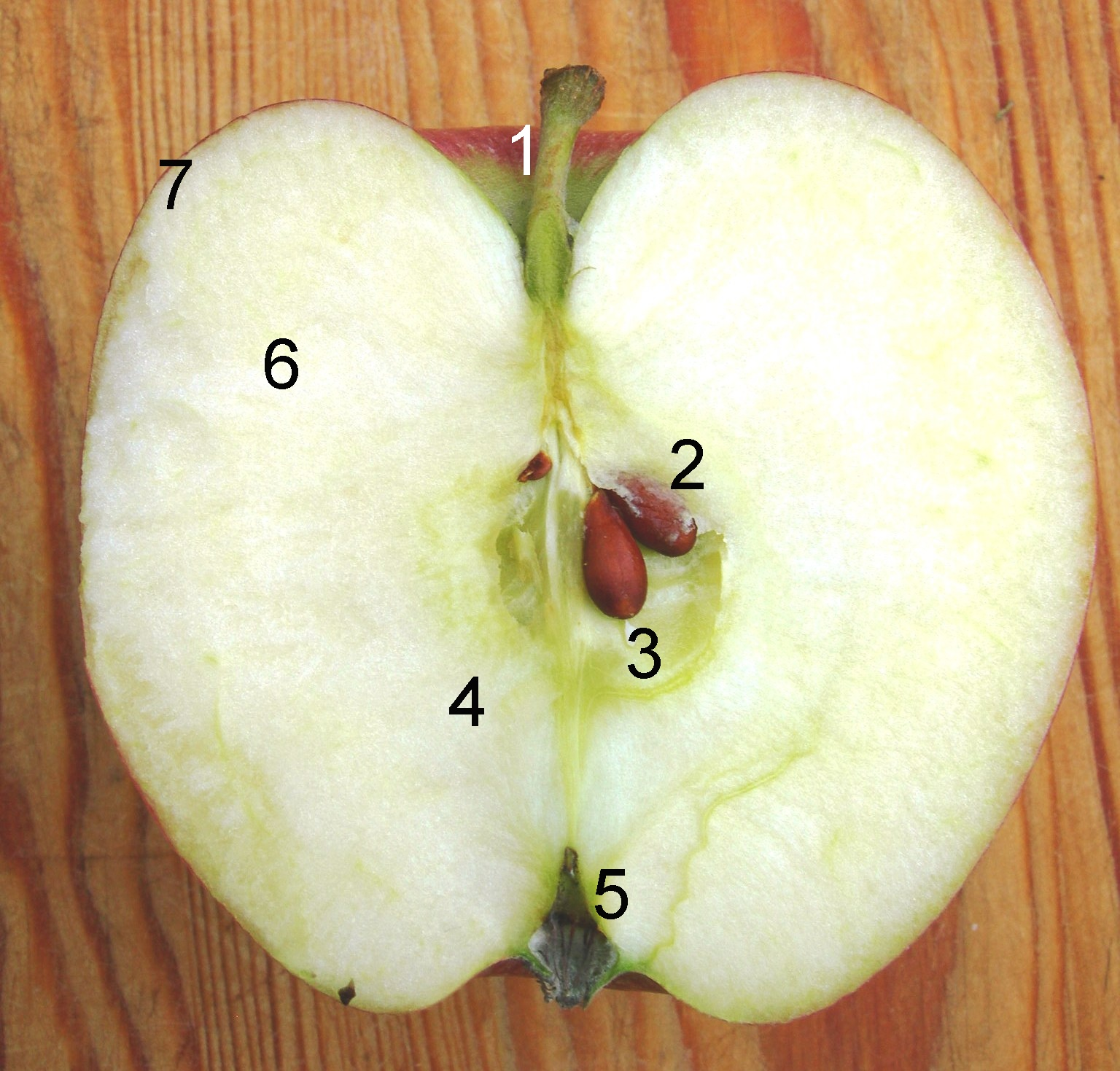
Řez malvicí (jablko) 1: stopka; 2: semena (jádra); 3: endokarp; 4: mezokarp; 5: zbytky kalichu; 6: dužina; 7: slupka (exokarp)

Malvice (latinsky pomum) je druh nepravého dužnatého nepukavého plodu. Malvice vzniká ze spodního nebo výjimečně z polospodního gynecea tvořeného několika do různé míry srostlými plodolisty. Z morfologického hlediska se jednotlivé části jádřince vyvíjejí z pouzder semeníku, zatímco dužnaté části plodu se formují až po opylení dužnatěním češule květu.
Semena (2) vzniklá z gynecea jsou obklopena suchomázdřitým endokarpem tvořícím tzv. jaderník (3), dále mezokarpem (4) a zbytnělým květním lůžkem (6) tvořícími dužninu a povrch tvoří exokarp (7) ve tvaru tuhé blány. Na opačné straně plodu než je stopka (1) jsou zaschlé zbytky kalichu (5).
Malvice jsou charakteristickým plodem některých rodů čeledi růžovitých (Rosaceae), v minulosti řazených do podčeledi Maloideae čí Spiraeoideae, v dnešní taxonomii součásti podčeledi Amygdaloideae. Kromě známých ovocných dřevin (jabloň, hrušeň) mají malvice např. jeřáb, hloh, mišpule, mišpulník, temnoplodec, kdouloň, kdoulovec, hlohyně, blýskalka (Photinia) a muchovník.